# 石戸蒲ザクラ
石戸蒲ザクラ（いしとかばざくら）は、埼玉県北本市石戸宿にあるカバザクラの古木である。東光寺の境内にて生育している。
1922年（大正11年）10月12日、国の天然記念物に指定された。また、日本五大桜の1本に数えられている。2000年（平成12年）5月5日には、埼玉新聞社の「21世紀に残したい・埼玉ふるさと自慢100選」に選出された。

## 木の特徴

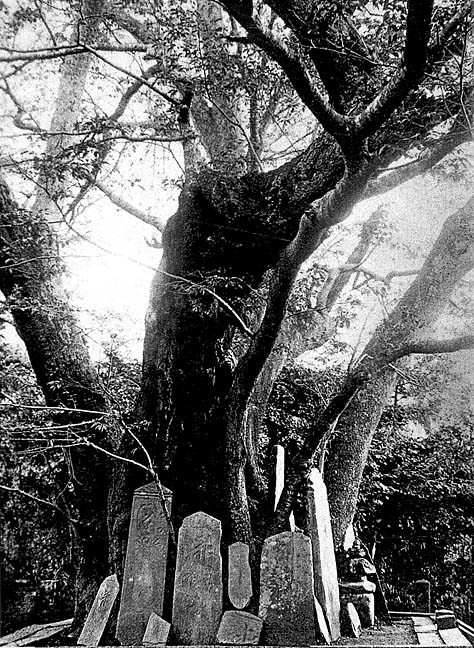
明治末期の頃の石戸蒲ザクラ

樹高は約12メートル、根回りは約7.2メートル。樹齢は約800年とされている。「石戸蒲ザクラ」という名前は、「蒲冠者」の異名を持つ武将・源範頼に由来するとされる。
カバザクラはエドヒガンザクラとヤマザクラの自然雑種であり、元来自生するものは石戸蒲ザクラ1本のみであり、その他のカバザクラは接ぎ木などで増殖されたものである。花は小ぶりで淡いピンク色をしており、4月10日前後に見ごろを迎える。

## 樹勢の衰退と回復への取り組み
石戸蒲ザクラは、往時は幹が4本あったが、昭和40年代に樹勢の衰退が進行し、昭和50年代半ばには幹が1本に減ってしまう。
このため、石戸蒲ザクラの樹勢を回復させようという試みが行われるようになる。まず1973年（昭和48年）に、根回りへの負担を減らすため、木の根元にあった板石塔婆10基を移転させる措置が取られ、その結果、1977年（昭和52年）に石戸蒲ザクラは10年ぶりに開花した。その後も、木の周辺の環境整備や幹の腐朽部分の除去といった取り組みがなされていたが、2004年から、根を活性化させるために、液体肥料を土中に噴射するという土壌改良に取り組み、結果、花の付き具合を良くすることに成功している。枝や根が敷地の北側に及んでいたため、2022年（令和4年）10月、天然記念物指定から100年を迎えることを契機に北側の民有地を同年6月に取得し、公有地を拡大した。翌年より取得した敷地の整備に着手する。

## アクセス
所在地
- 埼玉県北本市石戸宿3丁目119番地 東光寺境内

交通機関
- 公共交通 - 高崎線北本駅西口より、川越観光バスの「石戸蒲ザクラ入口」行き終点下車、徒歩約3分[7]。
- 道路 - 首都圏中央連絡自動車道桶川北本インターチェンジより約1.0km。

## 風景

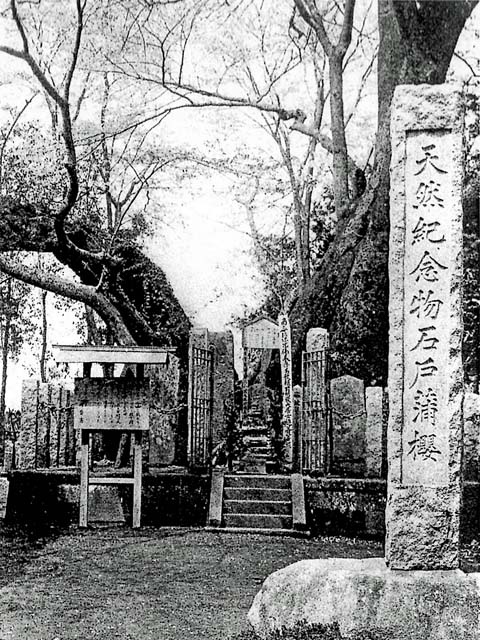
大正12年頃の石戸蒲ザクラ
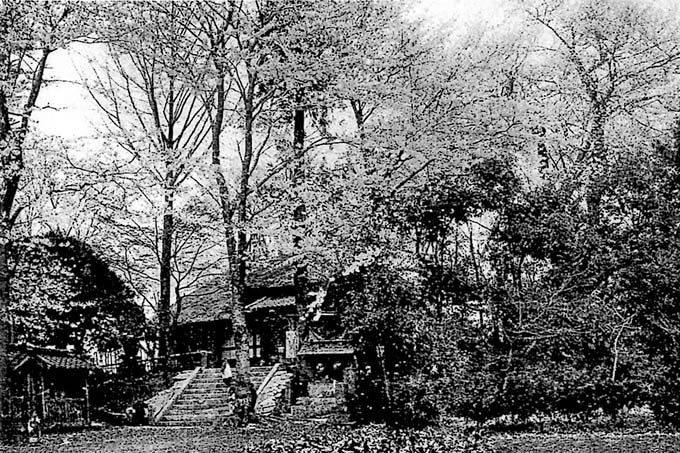
大正12年頃の石戸蒲ザクラ遠景
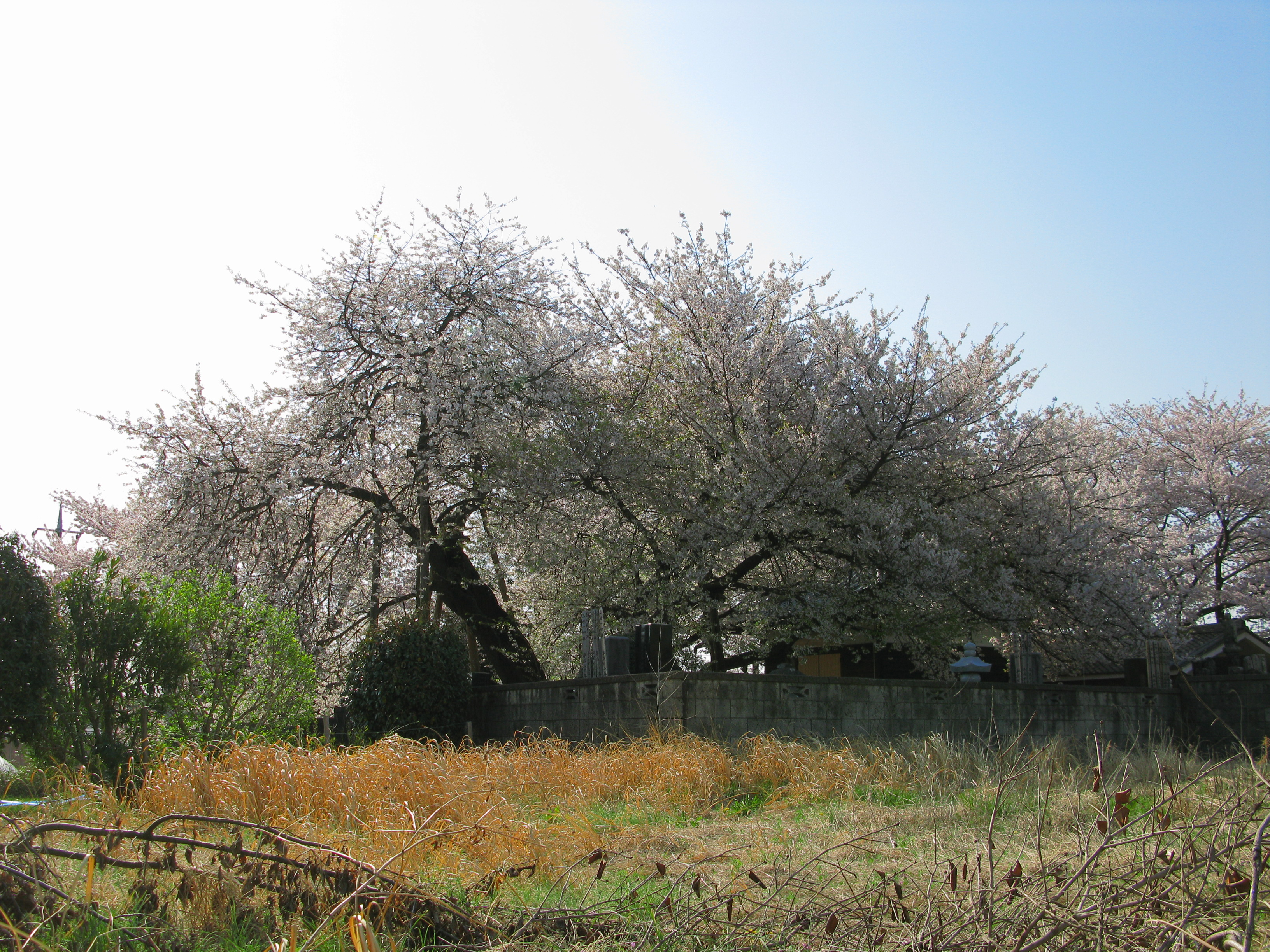
北側より望む
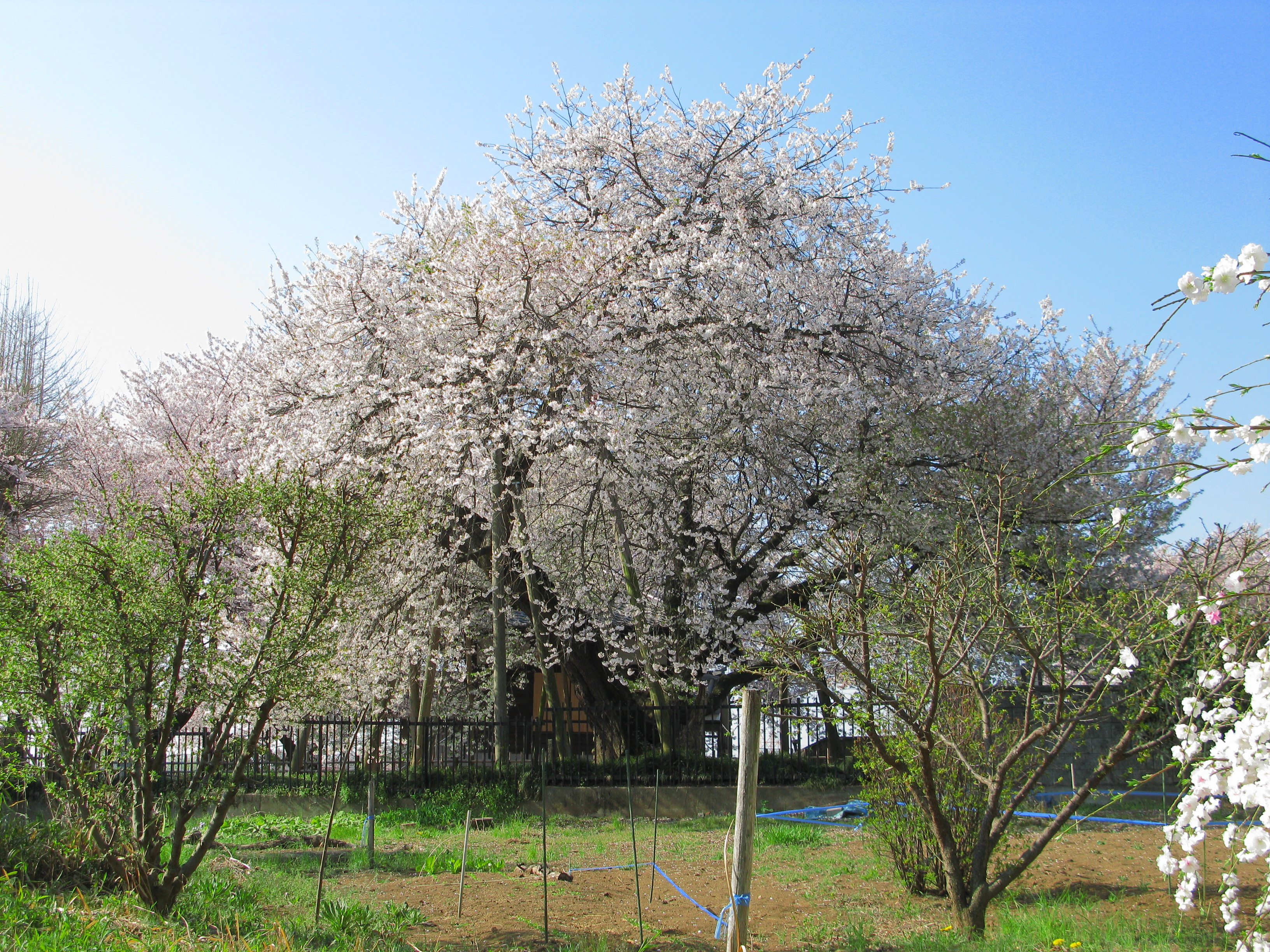
東側より望む
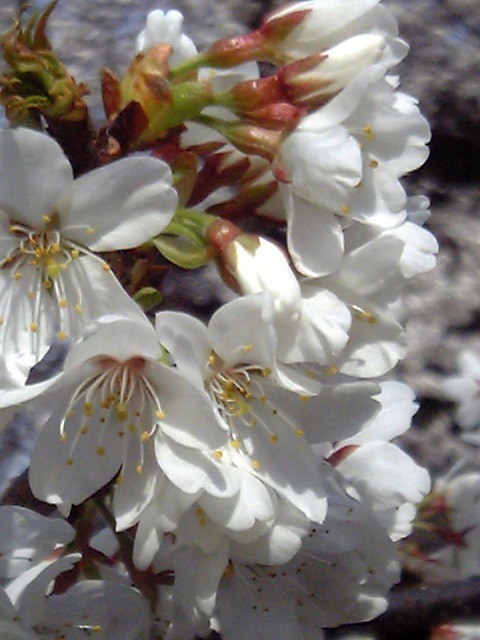
花
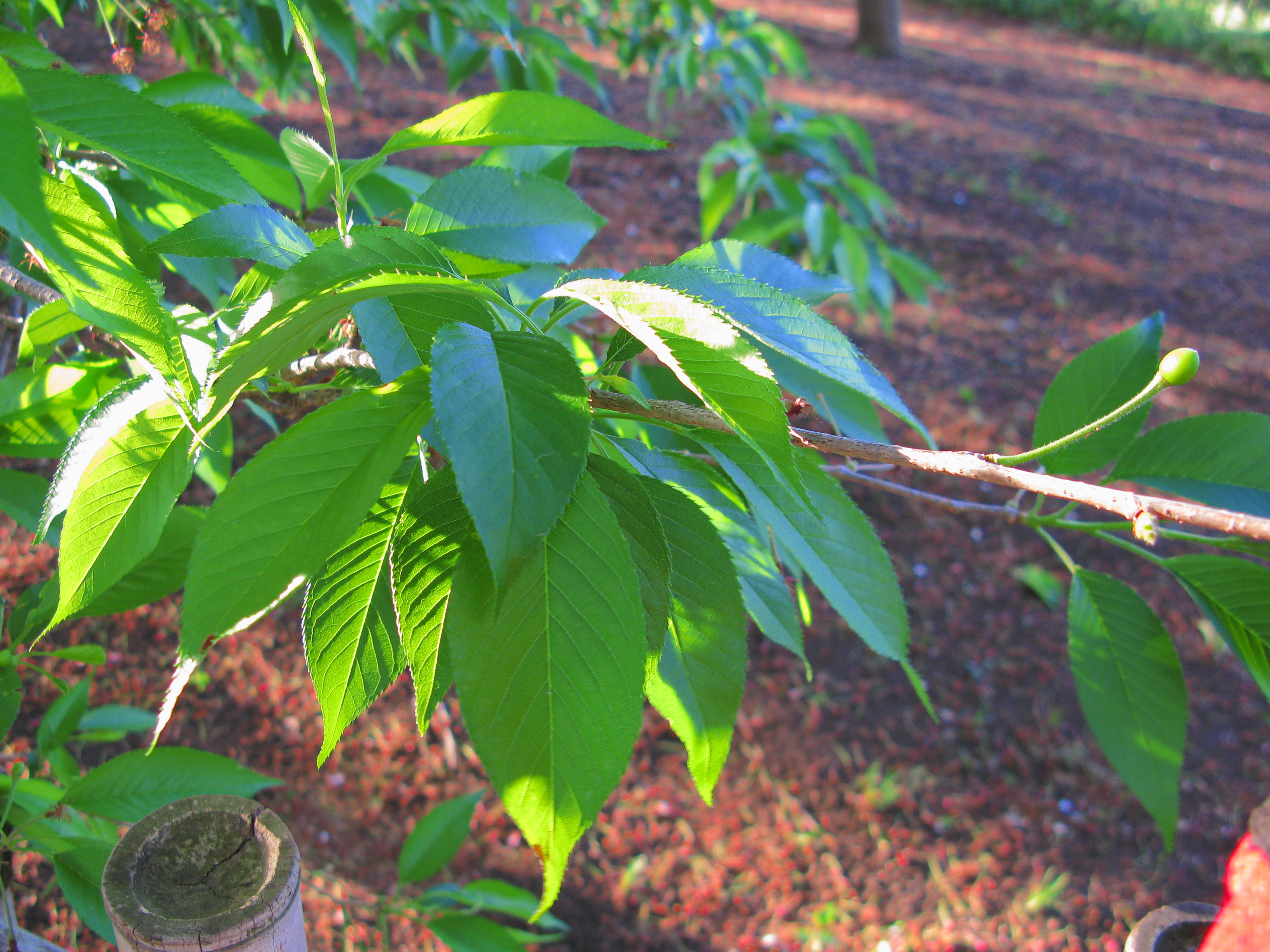
葉